# شيلا ميرفي
شيلا ميرفي (بالإنجليزية: Sheila Murphy)‏ هي كاتِبة وشاعرة أمريكية، ولدت في 1951.